# Simonetta Colonna di Cesarò
Donna Simonetta Colonna Romano (Roma, 10 aprile 1922 – Roma, 26 settembre 2011) è stata una nobile e stilista italiana.

## Biografia
Donna Simonetta Colonna Romano di Cesarò nasce a Roma il 10 aprile 1922, figlia di Don Giovanni Colonna Romano duca di Cesarò del ramo siciliano della famiglia aristocratica dei Colonna e di Barbara dei conti Antonelli, nobildonna di origini russe.
Il padre, deputato parlamentare e ministro delle Regie Poste e Telegrafi del primo governo Mussolini, fu un sorvegliato speciale del regime fascista dopo che, nel 1924, si dimise dalla carica con una requisitoria parlamentare contro gli abusi del fascismo. Ciò avrà una profonda influenza sulla vita della famiglia. Il 29 maggio 1942 Simonetta, ancora minorenne, viene processata per essersi presentata a una festa tenuta dalla contessa Giulianella Senni in compagnia del diplomatico statunitense Merrit Cootes in attesa di essere espulso dall'Italia. Condannata a quindici giorni di carcere presso il carcere femminile delle Mantellate a Roma, è poi condannata al confino per tre anni presso le località abruzzesi di Castiglione a Casauria e di Pescocostanzo. Dopo alcuni mesi le viene concesso di spostarsi a Sorrento, dove raggiunge la madre e la sorella Mita e comincia un'attività amatoriale di creatrice di moda, realizzando alcuni abiti per le figlie di Benedetto Croce. La pena viene infine condonata grazie alle pressioni esercitate dal Vaticano.
Dalla madre Simonetta viene educata allo stile di vita e al gusto dell'aristocrazia del tempo, e da lei impara a parlare diverse lingue che le saranno utili nella futura attività imprenditoriale. Nel 1943 incontra il Don Galeazzo Visconti di Modrone, Conte di Lonate Pozzolo. Assieme a lui, alla sorella Mita e al fidanzato di lei, Uberto Corti di Santo Stefano Belbo, viene nuovamente arrestata nell'aprile del 1944 con l'accusa di fiancheggiamento della Resistenza. I quattro vengono incarcerati a Regina Coeli e alle Mantellate per circa due mesi, quando Roma viene liberata nel giugno del 1944. Simonetta sposa Galeazzo nel 1944: ha da lui una figlia, Verde Emanuela (n. 14 ottobre 1947 in Roma), ma dopo pochi anni ne ottiene il divorzio in Romania. Nel 1952 Simonetta sposa il sarto Alberto Fabiani, dal quale l'anno seguente ha un secondo figlio, Bardo, poi fotografo di moda. Simonetta e Alberto Fabiani mantengono attività separate fino al 1962, quando si trasferiscono a Parigi e debuttano assieme sulla scena della moda parigina, fino al divorzio avvenuto nel 1973. Alla fine degli anni sessanta si interessa di filosofie orientali, di yoga e incontra il guru indiano Swami Chidananda che segue a San Francisco e grazie al quale viene a contatto con la cultura hippy. Da allora e per molti anni compie diversi viaggi in Oriente, soggiornando in Ashram e svolgendo attività di volontariato. È nuovamente in Occidente dal 1985, dopo la morte della sorella Mita e di Alberto Fabiani, e torna a risiedere fra Roma e Parigi. 
È deceduta il 26 settembre 2011 all'età di 89 anni ed è sepolta al Cimitero acattolico di Roma. È probabile che fosse l’ultima esponente del ramo Colonna Romano della famiglia Colonna, staccatosi nel 1255.

## La casa di moda

### L'atelier di via Gregoriana
La prima sede della casa di mode di Elisabetta, sotto il marchio di "Visbel", viene aperta nel 1946 presso il palazzo di famiglia in via Gregoriana a Roma, in cui avrà sede fino al 1963. Il nome Visbel (dal primo cognome da sposata della stilista e da quello della socia di allora Michela Belmonte) viene poi sostituito dal marchio "Simonetta Visconti", a sua volta sostituito dal semplice "Simonetta" dopo il divorzio dal primo marito della stilista.
La prima collezione in vendita, di quattordici modelli, è contrassegnata da un uso creativo di materiali non lussuosi come strofinacci, fodere e passameneria, data la scarsità di materiali che ancora contraddistingue la Roma dell'immediato dopoguerra. La collezione viene apprezzata e riportata su riviste di moda italiane e straniere. La seconda collezione, di diciotto modelli, comprende modelli più ricchi e qualche abito da sera. Il fotografo Pasquale De Antonis ne pubblica alcune fotografie sulla rivista d'alta moda Bellezza. I capi di Simonetta rientrano nello stile cosiddetto della "moda-boutique", creazioni estrose e ricercate spesso ispirate a quella che è allora una meta internazionale della mondanità, l'isola di Capri. La rivista Vogue UK pubblica infatti nel 1948 un servizio dedicato alla stilista dal titolo Black on the Beach totalmente ambientato a Capri. Nel 1949 l'atelier ha già cominciato ad attrarre l'interesse dei turisti stranieri, statunitensi in particolare.
Nel febbraio del 1951 Simonetta partecipa al primo fashion show della moda italiana, organizzato da Giovanni Battista Giorgini presso villa Torrigiani a Firenze, occasione nella quale ottiene un contratto con la catena di grandi magazzini statunitensi Bergdorf Goodman per la creazione di una collezione femminile per la primavera del 1951. Il contratto garantisce grande visibilità negli USA al lavoro della stilista, protagonista nell'agosto di quell'anno di un servizio sulla moda italiana dal titolo Italy gets dressed up su Life. La collezione per Bergdorf Goodman del 1951, ispirata allo stile e ai colori del Mediterraneo, riscuote grande successo. Uno dei suoi abiti da sera in pizzo nero e ampia gonna in rosso è il primo abito italiano presentato alla sfilata biennale del New York Fashion Group. Lo stesso abito viene indossato da Simonetta in un ritratto fotografico per Harper's Bazaar dal quale le deriverà il soprannome di "The Glamorous Countess".
Nel 1952 La Confederazione generale italiana del commercio le conferisce il primo dei suoi riconoscimenti professionali ufficiali, il Diploma al Merito.
Negli anni seguenti Simonetta firma contratti con altri importanti catene di distribuzione statunitensi e canadesi, e la sua fama è accresciuta dal fatto di entrare a far parte del sistema di commercializzazione di massa della moda attraverso l'offerta di cartamodelli e la collaborazione con le case di produzione di tessuti, nel caso della stilista ad esempio l'azienda di produzione di tessuti in lino Moygashel. La pratica viene adottata anche in Italia quando il gruppo industriale Marzotto, nel 1954, sceglie i marchi Simonetta e Pucci per la promozione dei propri tessuti, organizzando una sfilata che ha luogo a Palazzo Pitti nel luglio di quell'anno. La stilista lancia in quell'occasione la "Linea Anaconda" dalle linee più morbide che diventa caratteristica del suo lavoro nella seconda metà degli anni cinquanta.
Nel 1953 concorre a fondare, insieme ad altri grandi nomi dell'epoca (tra cui Emilio Schuberth, le Sorelle Fontana, Vincenzo Ferdinandi, Alberto Fabiani, Jole Veneziani, Giovannelli-Sciarra, Mingolini-Gugenheim, Eleonora Garnett), il SIAM - Sindacato Italiano Alta Moda (diventato poi Camera Nazionale della Moda Italiana), in disaccordo con il fondatore dell'Alta Moda in Italia il nobile fiorentino Giovanni Battista Giorgini. I "secessionisti", come vengono chiamati, sono gli stilisti romani che polemicamente fanno sfilare le loro creazioni nei propri atelier a Roma, due giorni prima delle sfilate di Palazzo Pitti a Firenze.
Nel 1955 viene lanciato sul mercato americano il profumo del marchio Simonetta, "Incanto", prodotto dalla Simonetta Perfumes Inc. e commercializzato poi anche in Italia assieme ad altri prodotti cosmetici della casa.
La "Linea Rondò" dalle tipiche forme arrotondate in voga in quegli anni viene presentata nella collezione autunno-inverno del 1957-1958. È il momento in cui comincia a sfumare il confine tra abito da sera e abito da cocktail e in cui l'idea di ricchezza ed esclusività prima associata alle sole ambientazioni aristocratiche comincia a essere invece utilizzata per la promozione delle automobili di lusso: gli abiti di Simonetta appaiono su Vogue America nelle pubblicità dei marchi Cadillac e Chevrolet in quella che è destinata a diventare una tradizionale rappresentazione del lusso che associa abiti e motori.
Simonetta e Alberto Fabiani sono a Londra nel 1957 per presentare le loro collezioni su invito del marchio Marks & Spencer, collaborazione grazie alla quale l'atelier della stilista può venire a conoscenza di nuove tecniche per la produzione di confezioni pronte. La "Collezione Boutique" che ne deriva, caratterizzata da modelli pratici e accessibili, verrà prodotta per il mercato americano in grandi quantità, seguita da una sorta di prêt-à-porter per l'abbigliamento da spiaggia e il doposci. La semplificazione delle linee imposta da questa linea di produzione ben si accorda con la tendenza in arrivo all'inizio degli anni sessanta che vede sgonfiarsi i volumi degli anni precedenti. Sono gli anni in cui la stilista diventa famosa per l'uso del collo-mantellina, della cappa corta, delle maniche ampie, del casco (famoso quello del 1959 decorato con ciliegie) e del poncho.

### L'atelier parigino
Dal 1962 al 1971 Simonetta e il marito aprono un atelier a Parigi, in rue François I, la cui inaugurazione avviene il 27 luglio 1962 con la collezione congiunta "Dauphin". Nonostante la stroncatura da parte della stampa francese, la collezione ha successo dal punto di vista commerciale e la casa di mode viene accettata presso la Chambre Syndicale de la Couture Parisienne. Nel 1963 viene chiuso l'atelier di via Gregoriana, ma l'anno successivo vede l'apparire delle ultime collezioni firmate dalla coppia Simonetta-Fabiani: Fabiani torna infatti in Italia e Simonetta trova una nuova collaboratrice in Françoise Letessier, precedentemente impiegata di Dior negli anni del New Look. La Letessier, oltre a gestire con lei il negozio, ne sostiene l'interesse per il prêt-à-porter che sfocia nella formula cosiddetta "Haute Boutique", i cui modelli sono pronti per essere venduti o possono al massimo venire personalizzati per la singola cliente in breve tempo. La proposta incontra le esigenze del tempo e riscuote successo presso una clientela composta anche da nomi celebri quali Elsa Schiaparelli, la duchessa di Windsor e la pittrice Leonor Fini.
È di questi anni anche la collaborazione con Roger Vivier, i cui stivali appaiono in diverse sfilate e pubblicità del marchio.
Intorno alla fine del decennio, all'irrompere di cambiamenti sociali drastici e all'apparizione nel mondo della moda degli stili provenienti dalla strada, si chiude la carriera da stilista di Simonetta.

## Archivio
Il fondo Simonetta è stato donato alla Galleria del costume di Palazzo Pitti e si compone di 43 unità archivistiche comprendenti rassegne stampa sia delle collezioni "Simonetta" che di Simonetta e Fabiani, e alcuni disegni degli stilisti.

## Ascendenza
|                                                     |   |                                         | Genitori                                          |  |  | Nonni |  |  | Bisnonni                                  |  |  | Trisnonni                                           |  |
|                                                     |   |                                         |                                                   |  |  |       |  |  | Giovanni Colonna Romano, V duca di Cesarò |  |  | Calogero Gabriele Colonna Romano, IV duca di Cesarò |  |
|                                                     |   |                                         |                                                   |  |  |       |  |  | Giovanni Colonna Romano, V duca di Cesarò |  |  | Calogero Gabriele Colonna Romano, IV duca di Cesarò |  |
|                                                     |   | Girolama Filangeri                      |                                                   |  |  |       |  |  | Giovanni Colonna Romano, V duca di Cesarò |  |  |                                                     |  |
| Gabriele Colonna Romano, VI duca di Cesarò          |   |                                         |                                                   |  |  |       |  |  | Giovanni Colonna Romano, V duca di Cesarò |  |  |                                                     |  |
|                                                     |   | Maria Giuseppa De Gregorio              | Francesco De Gregorio, marchese di Poggiogregorio |  |  |       |  |  |                                           |  |  |                                                     |  |
|                                                     |   | Maria Giuseppa De Gregorio              | Francesco De Gregorio, marchese di Poggiogregorio |  |  |       |  |  |                                           |  |  |                                                     |  |
|                                                     |   | Maria Giuseppa De Gregorio              | Maria Felicia Alliata, duchessa di Saponara       |  |  |       |  |  |                                           |  |  |                                                     |  |
| Giovanni Antonio Colonna Romano, VII duca di Cesarò |   | Maria Giuseppa De Gregorio              |                                                   |  |  |       |  |  |                                           |  |  |                                                     |  |
|                                                     |   | Isacco Saul Sonnino                     | Moise Michele Sonnino                             |  |  |       |  |  |                                           |  |  |                                                     |  |
|                                                     |   | Isacco Saul Sonnino                     | Moise Michele Sonnino                             |  |  |       |  |  |                                           |  |  |                                                     |  |
|                                                     |   | Isacco Saul Sonnino                     | …                                                 |  |  |       |  |  |                                           |  |  |                                                     |  |
| Emmelina Sonnino                                    |   | Isacco Saul Sonnino                     |                                                   |  |  |       |  |  |                                           |  |  |                                                     |  |
|                                                     |   | Georgina Sophia Arnaud Dudley Menhennet | Sidney Tery Arnaud Dudley Menhennet               |  |  |       |  |  |                                           |  |  |                                                     |  |
|                                                     |   | Georgina Sophia Arnaud Dudley Menhennet | Sidney Tery Arnaud Dudley Menhennet               |  |  |       |  |  |                                           |  |  |                                                     |  |
|                                                     |   | Georgina Sophia Arnaud Dudley Menhennet | …                                                 |  |  |       |  |  |                                           |  |  |                                                     |  |
| Simonetta Colonna di Cesarò                         |   | Georgina Sophia Arnaud Dudley Menhennet |                                                   |  |  |       |  |  |                                           |  |  |                                                     |  |
|                                                     | … | …                                       |                                                   |  |  |       |  |  |                                           |  |  |                                                     |  |
|                                                     | … | …                                       |                                                   |  |  |       |  |  |                                           |  |  |                                                     |  |
|                                                     | … | …                                       |                                                   |  |  |       |  |  |                                           |  |  |                                                     |  |
| conte Paolo Antonelli                               | … |                                         |                                                   |  |  |       |  |  |                                           |  |  |                                                     |  |
|                                                     |   | …                                       | …                                                 |  |  |       |  |  |                                           |  |  |                                                     |  |
|                                                     |   | …                                       | …                                                 |  |  |       |  |  |                                           |  |  |                                                     |  |
|                                                     |   | …                                       | …                                                 |  |  |       |  |  |                                           |  |  |                                                     |  |
| Barbara Antonelli                                   |   | …                                       |                                                   |  |  |       |  |  |                                           |  |  |                                                     |  |
|                                                     |   | …                                       | …                                                 |  |  |       |  |  |                                           |  |  |                                                     |  |
|                                                     |   | …                                       | …                                                 |  |  |       |  |  |                                           |  |  |                                                     |  |
|                                                     |   | …                                       | …                                                 |  |  |       |  |  |                                           |  |  |                                                     |  |
| Elena Zarin                                         |   | …                                       |                                                   |  |  |       |  |  |                                           |  |  |                                                     |  |
|                                                     |   | …                                       | …                                                 |  |  |       |  |  |                                           |  |  |                                                     |  |
|                                                     |   | …                                       | …                                                 |  |  |       |  |  |                                           |  |  |                                                     |  |
|                                                     |   | …                                       | …                                                 |  |  |       |  |  |                                           |  |  |                                                     |  |
|                                                     |   | …                                       |                                                   |  |  |       |  |  |                                           |  |  |                                                     |  |